# Jezerska Kočna
Die Jezerska Kočna (deutsch Seeländer Kotschna, häufig auch kurz Kočna für das ganze Massiv) ist ein 2540 m hoher Berg in den Steiner Alpen in Slowenien.

## Lage und Umgebung
Die Jezerska Kočna liegt östlich des Tals der Kokra etwa einen Kilometer westlich des 2558 m hohen Grintovec, des höchsten Berges der Steiner Alpen. Der Jezerska Kočna südwestlich vorgelagert sind die 2520 m hohe Kokrska Kočna und Na Križu (2475 m).
Die nächstgelegene Ortschaft ist Zgornje Jezersko (897 m) im Norden des Berges. An der Nordseite der Kočna liegt der Wasserfall Čedca. Mit 138 Metern war er bis zu seiner weitgehenden Zerstörung bei einem Felssturz im Jahr 2008 einer der höchsten Fälle Sloweniens.

## Alpinismus
Stützpunkte für die Besteigung des Berges sind die Schutzhütten Češka Koča na Spodnjih Ravneh (1542 m) im Nordosten und Cojzova koča (1793 m) im Südosten. Südlich des Gipfels liegt auf 1952 m die Biwakschachtel Bivak v Kočni mit acht Übernachtungsplätzen.
Der Normalweg führt von der Cojzova koča zum Gipfel, wobei im oberen Bereich zwei Varianten (über die Kokrska Kočna oder von Osten über Dolska Skrbina) zur Verfügung stehen. Auch die nordseitige Kremžar-Route von der Češka Koča ist ein beliebter Anstieg. Alle diese Wege sind zumindest teilweise als Klettersteig versichert.
Trotz ihrer hohen Felswände ist die Jezerska Kočna wegen ihres brüchigen Gesteins kein beliebter Kletterberg. Über den Nordwestgrat führt eine Route im Schwierigkeitsgrad III (UIAA) zum Gipfel, zum Vorgipfel Oltarji im Nordwestgrat gibt es noch einige schwierige kürzere Routen. Über den Südwestgrat führt eine eher unbedeutende Route im Schwierigkeitsgrad II. Vor allem an der Nordseite des Berges gibt es etwa zehn Wasserfälle, die im Winter zum Eisklettern genutzt werden. Der Čedca-Fall, der einst als bedeutendster Eisfall des Massivs galt, ist heute kaum noch begehbar.
Im Winter kann die Jezerska Kočna sowohl ost- als auch nordseitig auch als Skitour bestiegen werden. Alle Skianstiege gelten jedoch als anspruchsvoll.

## Weblinks

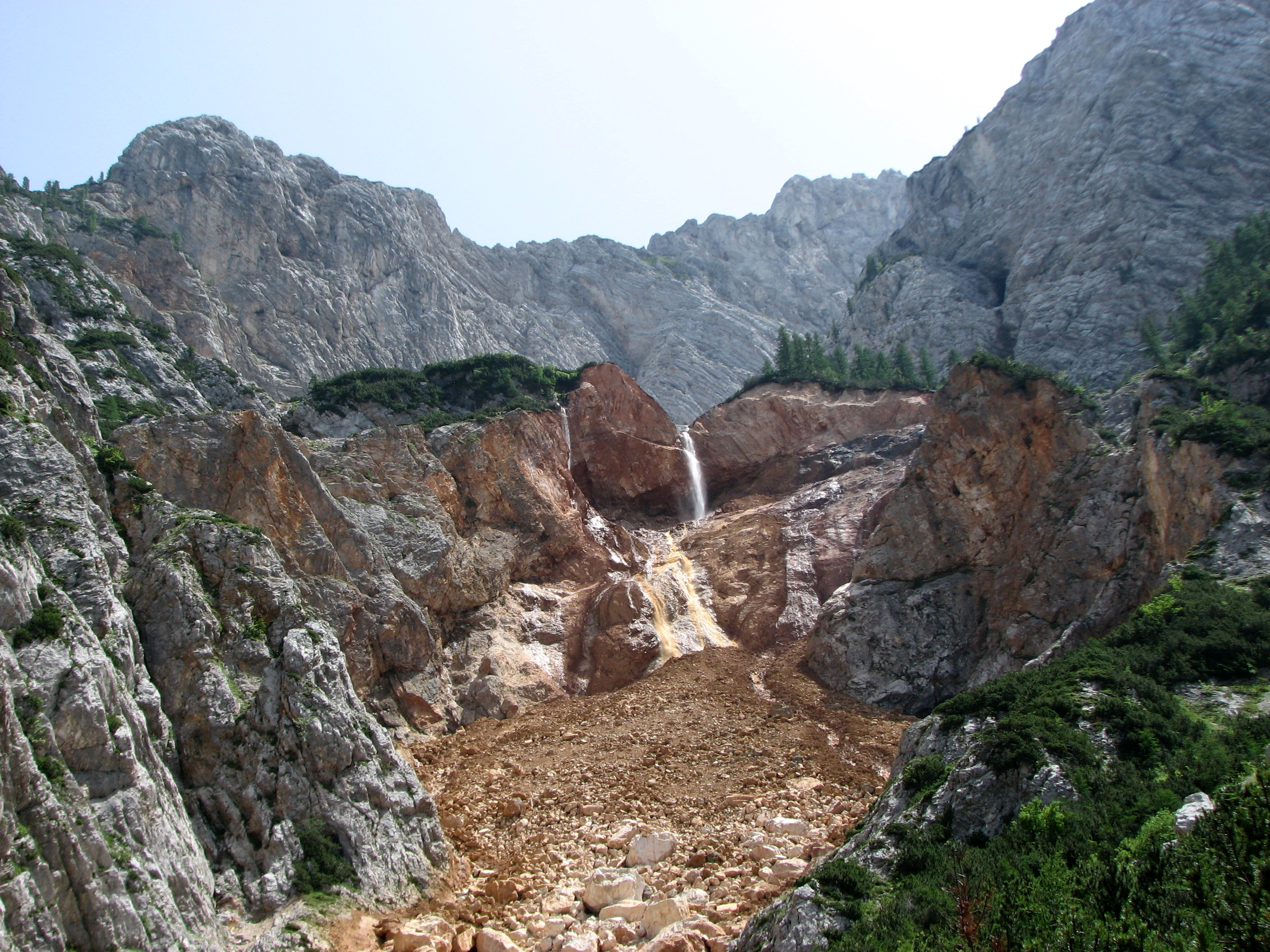
Die Reste des Wasserfalls Čedca nach dem Felssturz